# Cesta I. triedy 11
Die Cesta I. triedy 11 (slowakisch für ‚Straße 1. Ordnung 11‘), kurz I/11, ist eine Straße 1. Ordnung in der Nordslowakei. Sie führt durch das Kysuca-Tal von der tschechischen Grenze (Jablunkapass), wo sie die Fortsetzung der von Prag kommenden tschechischen Silnice I/11 bildet, durch Čadca und Kysucké Nové Mesto zum Verkehrsknotenpunkt und Regionalhauptstadt Žilina. Neben der Straße verläuft auch die zweigleisige Bahnstrecke Žilina–Bohumín.
Im Rahmen der Europastraßen ist sie Teil der E75. Wegen hoher Belastung soll sie durch die Autobahn D3 ersetzt werden. Im Juli 2021 waren die vierspurige Anschlussstrecke von der Anschlussstelle Žilina-sever und weiter Richtung Bratislava, die zweispurige Ortsumgehung von Čadca sowie die vierspurige Ausbaustrecke zwischen Čadca und Svrčinovec in Betrieb. Bei Svrčinovec war 2009 das Verkehrsaufkommen auf 30.000 Fahrzeuge/24 Std. geschätzt; ein wesentlicher Teil davon sind die LKWs von und nach Automobilwerke in Žilina (Kia Motors) und im tschechischen Nošovice (Hyundai).

## Geschichte
Im Zeitalter der Österreichisch-Ungarischen Monarchie war die heutige Straße Bestandteil einer Reichsstraße, die von Diosek über Sillein nach Jablunkau führte und ab Jablunkau als Teschen-Jablunkauer Reichsstraße fortgesetzt wurde. 1849, nach der Niederschlagung der Ungarischen Revolution, kamen österreichische Bauingenieure, um die neu eingerichteten Reichsstraßen systematisch auszubauen.